# المبراع (الشرية)

تعديل مصدري - تعديل

المبراع هي إحدى قرى عزلة آل غنيم بمديرية الشرية التابعة لمحافظة البيضاء، بلغ تعداد سكانها 41 نسمة حسب تعداد اليمن لعام 2004.